# Wei Yan (Badminton)
Wei Yan (chinesisch 韋焰, Pinyin Wéi Yа̀n; * 28. Januar 1962) ist ein taiwanischer Badmintonspieler. 

## Karriere
Wei Yan gewann 1991 die New Zealand Open im Herreneinzel. Im gleichen Jahr wurde er Zweiter bei den French Open. Bei der Badminton-Weltmeisterschaft 1991 reichte es dagegen nur zu Platz 65. 1991 siegte er ebenfalls bei den Welsh International.

## Sportliche Erfolge
| Saison | Veranstaltung       | Disziplin    | Platz | Name    |
| ------ | ------------------- | ------------ | ----- | ------- |
| 1988   | Silver Bowl         | Herreneinzel | 1     | Wei Yan |
| 1989   | Australian Open     | Herreneinzel | 2     | Wei Yan |
| 1991   | Weltmeisterschaft   | Herreneinzel | 65    | Wei Yan |
| 1991   | New Zealand Open    | Herreneinzel | 1     | Wei Yan |
| 1991   | French Open         | Herreneinzel | 2     | Wei Yan |
| 1991   | Welsh International | Herreneinzel | 1     | Wei Yan |